# محمدرضا پورجعفری
محمدرضا پورجعفری (۱۳۲۴، تالش) نویسنده و مترجم ایرانی است. او فارغ‌التحصیل رشته زبان و ادبیات انگلیسی است.

## آثار
- ردپای زمستان - نشر چکامه - ۱۳۶۹
- دهم خرداد۵۲–۱۳۷۰
- ساعت گرگ و میش - فکر روز - ۱۳۷۸
- دیوارها و آن سوی دیوارها - نشر دشتستان - ۱۳۷۹
- تورهای خالی[۲]- ابتکارنو - ۱۳۸۱
- زبان موج - نگاه - ۱۳۸۴
- دیدار با خورشید[۳]- نشر نیلوفر - ۱۳۸۶

یک کلاغ چل کلاغ. رشت نشر ماه مینو1401

## جوایز
- جایزه کتاب سال منتقدان و نویسندگان مطبوعات ایران - ساعت گرگ و میش - ۱۳۷۹